# Salavat Yuláyev

Salavat Yuláyev, héroe nacional de Baskortostán.

Salavat Yuláyev (en ruso: Салават Юлаев; en baskir: Салауат Юлай улы; en árabe Salavat significa rezo; Tekéyevo (Текеево), gobernación de Oremburgo, hoy Bashkortostán, 5.jul./ 16 de junio de 1752greg. - Rogervik, Estonia, 26 de septiembrejul./ 8 de octubre de 1800greg.) fue un libertador y poeta baskir y héroe nacional de Bashkortostán, en Rusia.

## Vida

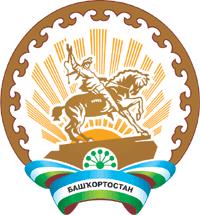
Escudo de Armas de Bashkortostán.

Salavat Yuláyev creció en un pueblo situado en la ruta comercial del área de Chaytán-Kudeysker (en la actualidad, distrito de Salavat, en Baskortostán. Desde joven destacó por su fuerza física, lo que le permitió ir, con solo 14 años, a cazar un oso armado exclusivamente con un puñal. Su sensibilidad poética también se despertó muy pronto, escribiendo poemas sobre la libertad y la naturaleza que le rodeaba.
El padre de Yuláyev, Yuláy Aznalin, había estado envuelto en el levantamiento de los campesinos rusos, liderado por los cosacos en 1735-1740. Cuando el gobierno ruso intentó reprimir a los cosacos de los Urales, el levantamiento general fue enorme, generándose el levantamiento de Pugachov  que se extendió de 1773 a 1775. En octubre de 1773, Salavat fue convocado por el ejército ruso para luchar contra las tropas cosacas de Yemelián Pugachov; sin embargo, junto con el destacamento de la ciudad de Sterlitamak, se pasaron al lado de Pugachov, cuyos hombres se encontraban sitiados en Oremburgo.
Yuláyev obtuvo de Pugachov el rango de coronel. Seguidamente reclutó en el nordeste de Bashkiria una tropa de más de 10 000 hombres y luchó con éxito en el área alrededor de las ciudades de Krasnoufimsk y Kungur. En mayo/junio de 1774, fue ascendido por Pugachov a brigadier debido a su valor y al acertado liderazgo de las tropas. Salavat Yuláyev siguió luchando incluso tras la derrota definitiva y el encarcelamiento de Pugachov.
Salavat fue preso el 24 de noviembre de 1774 en el pueblo de Mediash y, pasando por Ufá, fue enviado a Moscú. En septiembre de 1775, junto con su padre, que también había participado en el levantamiento, fue condenado a cadena perpetua y encerrado en la fortaleza estonia de Rogervik, cerca de la ciudad de Paldiski. En esta fortaleza estaban todos los juzgados por los levantamientos de 1755-56 y 1773-75. Salavat murió allí, en prisión. En mayo de 1797, se escribe sobre los dos presos: «Yuláy Aznalin - 75 años, decrépito, muerto de escorbuto» y «Salavat Yuláyev - 45 años, sano».
Los verdugos lo llevaron después de muerto por todos aquellos lugares en los que había luchado. Catalina II de Rusia quería humillar a Salavat y hacer que el pueblo lo despreciase, pero consiguió que Salavat fuera considerado un mártir. Catalina II, tras darse cuenta de su error, intentó borrar la memoria de Salavat del pueblo baskir y les fue prohibido enseñar a sus hijos el nombre del héroe. Cualquier recuerdo debía ser eliminado.
En la actualidad se ha dado su nombre a una ciudad, un distrito, muchas plazas, calles y parques, entes culturales y el equipo de hockey sobre hielo de la ciudad de Ufá: Salavat Yuláyev Ufá.

## Obra

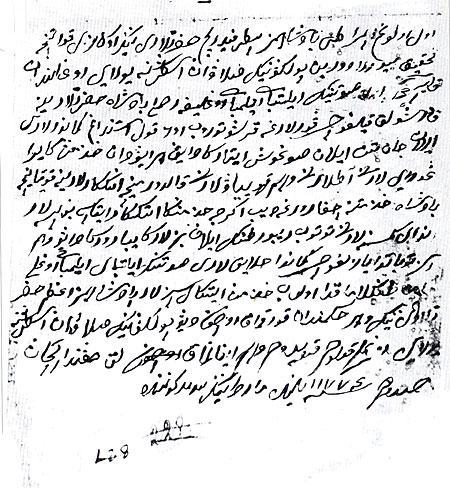
Una orden escrita por Salavat Yuláyev.

De más relevancia y permanencia que sus hazañas militares, fue su obra poética, que sobrevivió a todas las represalias que hubo incluso tras su muerte y que ha dado al pueblo baskir valor en todas las épocas: «¡No, baskires, no estoy muerto!» es un verso de uno de sus últimos poemas. Su recuerdo no ha podido ser borrado de la memoria del pueblo baskir.
Salavat Yuláyev no podía imaginarse la libertad sin amistad y sin ayuda mutua entre los pueblos. Unió en la lucha a todos los pueblos que vivían en suelo baskir y luchó al lado del cosaco ruso Yemelián Pugachov. Despertó tanto la consciencia nacional de los baskires, como la idea de que no puede haber una convivencia pacífica sin que todos los pueblos tengan en cuenta a los demás. «No podemos discutir eternamente y ofendernos los unos a los otros...» escribió en su llamada a los habitantes rusos de Katav-Ivánovsk.
La mayoría de sus poemas los escribió en idioma baskir, versión que se ha perdido. La mayoría de lo que se conserva son traducciones al ruso. De ello se encargó especialmente la traductora Hadiya Davlétshina, que recogió poemas atribuidos a Yuláyev en el área de Oremburgo y los publicó en 1868. Los poemas de Yuláyev se consideran a menudo el inicio de la literatura en baskir.